# Gens Atria
La gens Atria era una familia de la antigua Roma, conocida principalmente por dos personajes que destacaron durante la mitad del siglo I a. C.

## Miembros
Quinto Atrio fue lugarteniente de Julio César durante su segunda expedición a Britania en el 54 a. C. Lo dejaron en la costa para cuidar de los barcos mientras el propio César marchaba hacia el interior del país.
Publio Atrio era un équite que pertenecía al partido de Pompeyo. Fue hecho prisionero por César en África en el 47 a. C., pero logró salvarse.